# ژرمنیا
ژرمنیا که توسط مورخ رومی کرنلیوس تاسیتوس در حدود سال ۹۸ پس از میلاد نوشته شده است و با عنوان اصلی دربارهٔ منشأ و موقعیت آلمانی‌ها یک اثر تاریخی و قوم‌نگاری دربارهٔ اقوام آلمانی خارج از امپراتوری روم است.

## محتوا
ژرمنیا با توصیف سرزمین‌ها، قوانین و آداب و رسوم مردم ژرمن آغاز می‌شود (فصل ۱–۲۷). سپس مردمانی را توصیف می‌کند که از نزدیک‌ترین ایشان که در سرزمین‌های رومی سکونت می‌کردند شروع می‌شود و در نهایت در سواحل دریای بالتیک، در میان استی‌ها، فِنی‌ها، و مردمان ناشناخته ماورای آن‌ها، پایان می‌یابد.
تاسیتوس می‌گوید (فصل ۲) از نظر فیزیکی، ژرمن‌ها ملتی متمایز به نظر می‌رسند، نه مخلوطی از همسایگان خود؛ زیرا هیچ‌کس تمایلی به کوچ کردن به آب و هوای وحشتناکی مانند ژرمنیا را ندارد. آن‌ها به سه شاخه بزرگ تقسیم می‌شوند: اینگاوون‌ها، ارمینونیون‌ها و ایستافون‌ها، که اصل و نسب خود را از سه پسر مأنوس، پسر توستو و جد مشترک خود می‌گیرند.
در فصل ۴، او اشاره می‌کند که همه آنها دارای ویژگی‌های فیزیکی مشترک، چشم‌های آبی، موهای قرمز (rutilae comae = "قرمز، طلایی، قرمز، زرد متمایل به قرمز")، و بدن‌های بزرگ، در اولین شروع قوی، اما تحمل زایمان طاقت فرسا، تحمل گرسنگی و سرما، اما نه گرما یا تشنگی.
در فصل ۷، تاسیتوس حکومت و رهبری آنها را تا حدودی مبتنی بر شایستگی و برابری طلبانه، و رهبری آن را به‌جای اعتبار، با الگوبرداری توصیف می‌کند، و مجازات‌ها توسط کشیش‌ها انجام می‌شود. ایشان (فصل ۸) اشاره می‌کند که به عقاید زنان احترام گذاشته می‌شود. در فصل ۱۱، تاسیتوس شکلی از اجتماع مردمی را تشریح می‌کند که تقریباً شبیه به چیزهای عمومی است که در منابع آلمانی بعدی ثبت شده‌اند: در این گفتگوهای عمومی، تصمیم نهایی بر عهده مردان گروه به عنوان یک کل است.
تاسیتوس بیشتر نقش زنان را در فصل‌های ۷ و ۸ مورد بحث قرار می‌دهد و ذکر می‌کند که آنها اغلب مردان را برای نبرد همراهی می‌کنند و تشویق می‌کنند. او می‌گوید که مردان اغلب به دلیل ترس شدید از دست دادن آن‌ها در اسارت انگیزه جنگ برای زنان را دارند. تاسیتوس می‌گوید (فصل ۱۸) اقوام ژرمنی عمدتاً به یک همسر به جز چند ازدواج سیاسی قناعت می‌کنند و به‌طور خاص و صریح این عمل را به خوبی با فرهنگ‌های دیگر مقایسه می‌کند. او همچنین (فصل ۱۹) این را ثبت می‌کند که زنا بسیار نادر است و پس از آن جامعه یک زن زناکار را بدون توجه به زیبایی او طرد می‌کند. در فصل ۴۵، تاسیتوس اشاره می‌کند که مردم شمال اقوام ژرمنی، سیتون‌ها، «از همه جهات شبیه [اسکاندیناوی‌های سوئی] هستند، اما یک زن جنس حاکم است». تاسیتوس می‌گوید: «این معیار افول آنهاست، من نمی‌گویم زیر آزادی، بلکه حتی زیر بردگی شایسته.»

## هدف و منابع
قوم نگاری میراث طولانی و برجسته ای در ادبیات کلاسیک داشت و ژرمنیا کاملاً با سنت ایجاد شده توسط نویسندگان از هرودوت تا ژولیوس سزار مطابقت دارد. خود تاسیتوس قبلاً در آگریکولا (فصل ۱۰ تا 13) — هرچند کوتاه‌تر — دربارهٔ سرزمین‌ها و مردم بریتانیا نوشته بود.
تاسیتوس خود هرگز به آلمان سفر نکرده بود. تمام اطلاعات او در بهترین حالت دست دوم است. رونالد سایم تصور می‌کرد که تاسیتوس از نزدیک از بلا ژرمنیای پلینی بزرگ کپی کرده است، زیرا ژرمنیا در برخی جاها منسوخ شده است: سایم می‌گوید در توصیف گروه‌های دانوبی، «آنها مشتریان وفادار امپراتوری هستند. . . که عجیب است. فرار از این مردم در سال ۸۹ در طول جنگ دومیتیان در برابر Dacians اصلاح کل سیاست مرزی در امپراطوری. " در حالی که پلینی ممکن است منبع اولیه بوده باشد، محققان دیگرانی را هم شناسایی کرده‌اند؛ در میان آنها جنگ‌های گالیِ سزار، استرابو، دیودور سیسیلی، پوسیدونیوس، اوفیدیوس باسوس، و منابع غیرادبی متعدد، احتمالاً برپایه مصاحبه با معامله گران و سربازانی که فراتر از راین و مرزهای دانوب پا نهاده بودند، و مزدوران آلمانی در رم هستند.

## بازتاب
یکی از آثار جزئی تاسیتوس، ژرمنیا قبل از رنسانس به‌طور گسترده مورد استناد قرار نگرفت و مورد استفاده قرار نگرفت. در دوران باستان، به نظر می‌رسد که لوسیان جمله ای از آن را تقلید می‌کند. در قرون وسطی تا حد زیادی فراموش شد. در غرب، کاسیودوروس در قرن ششم از آن استناد کرد و رودولف فولدا در قرن نهم به‌طور گسترده‌تری از آن استفاده کرد. در شرق، توسط نویسنده ناشناس جدول ملل فرانک در اوایل قرن ششم و احتمالاً توسط امپراتور موریس در Strategikon خود در اواخر آن قرن استفاده شد. در قرن نهم، جدول فرنگی به گنجانیده شده بود تاریخ Brittonum، که تضمین نفوذ گسترده‌ای به حداقل برخی از اطلاعات Germania به است. گیبرت نوژنتی، که زندگی‌نامه خود را در حدود ۱۱۱۵ می‌نویسد، به نقل از ژرمنیا.
ژرمنیا در یک نسخه خطی که در ابی هرسفلد (Codex Hersfeldensis) در سال ۱۴۲۵ یافت شد، باقی مانده است. این به ایتالیا آورده شد، جایی که Enea Silvio Piccolomini، بعدها پاپ پیوس دوم، برای اولین بار کتاب را بررسی و تجزیه و تحلیل کرد. این علاقه در میان انسان‌گرایان آلمانی، از جمله کنراد سلتس، یوهانس آونتینوس، و اولریش فن هوتن و فراتر از آن برانگیخت.
مردم آلمان قرون وسطی (پادشاهی آلمان در امپراتوری مقدس روم) ناهمگن بودند، در پادشاهی‌های متمایز، مانند باواریایی‌ها، فرانکونی‌ها، و سوابی‌ها از هم جدا شدند، تمایزاتی که پس از اتحاد آلمان در سال ۲۰۱۹ در زبان و فرهنگ آلمانی آشکار باقی مانده است. ۱۸۷۱ (به غیر از اتریش) و تأسیس اتریش و آلمان مدرن. در طول دوره قرون وسطی، نام خود «ژرمانی» عملاً هرگز استفاده نشد. این نام تنها در سال ۱۴۷۱ احیا شد، با الهام از متن کشف مجدد آلمانیا، برای استناد به ویژگی‌های جنگجویانه آلمان‌های باستان در جنگ صلیبی علیه ترک‌ها. از زمان کشف آن، پرداختن به متن مربوط به فرهنگ مردمان ژرمنی اولیه در آلمان باستان، به ویژه در مطالعات تاریخ، زبان‌شناسی و قوم‌شناسی آلمان، و به میزان کمتر در کشورهای اسکاندیناوی، همچنان قوی است. با شروع اومانیسم آلمانی قرن شانزدهم، علاقه آلمانی‌ها به دوران باستان ژرمنی در طول دوره رمانتیسم و ناسیونالیسم شدید باقی ماند. یک زاویه علمی با توسعه زبان‌شناسی آلمانی توسط یاکوب گریم معرفی شد. به دلیل تأثیر آن بر ایدئولوژی‌های پان ژرمنیسم و نوردیسم، مورخ یهودی-ایتالیایی آرنالدو مومیلیانو در سال ۱۹۵۶ آلمانیا و ایلیاد را «از خطرناک‌ترین کتاب‌هایی که تا کنون نوشته شده» توصیف کرد. کریستوفر کربس، استاد دانشگاه استنفورد، در مطالعه‌ای در سال ۲۰۱۲ ادعا می‌کند که ژرمنیا نقش مهمی در شکل‌گیری مفاهیم اصلی ایدئولوژی نازی داشته است. تلقی جریان اصلی آلمانی بسیار کمتر هیجان‌انگیز است و توصیف تاسیتوس را بیشتر حمایت‌کننده می‌بیند تا ستایش‌آمیز، پیشینی از مفهوم کلاسیک وحشی نجیب که در قرن‌های ۱۷ و ۱۸ در ادبیات اروپای غربی آغاز شد.

## Codex Aesinas
اعتقاد بر این است که Codex Aesinas بخشی از Codex Hersfeldensis - نسخه خطی گمشده ژرمنیا است که از ابی هرسفلد به رم آورده شده است. در سال ۱۹۰۲ توسط کشیش و فیلولوژیست سزار آنیبالدی در اختیار کنت اورلیو بالیانی از ایسی دوباره کشف شد.
این نسخه خطی که به‌طور موقت برای کنترل در سازمان دولتی هنرهای زیبا به فلورانس منتقل شد، در جریان سیل سال ۱۹۶۶ به شدت آسیب دید. بعداً بازسازی شد و به ایسی بازگردانده شد و در سال ۱۹۹۴، Codex Aesinas به کتابخانه ملی رم داده شد که به عنوان کد فهرست‌بندی شد. ویت Em 1631.

## نسخه‌ها و ترجمه‌ها
- گرینووی، آر) Annales of Cornelius Tacitus. شرح آلمان. لندن: جان بیل ۱۶۲۲
- چرچ، آلفرد جان و برودریب، ویلیام جکسون (ترجمه)، ۱۸۷۷.
- Furneaux, Henry (ویرایش)، ۱۹۰۰.
- گوردون، توماس. (ترجمه)، ۱۹۱۰.
  - به‌طور ماتینگ، H. (ترجمه) Agricola و The Germania. هارموندزورث: پنگوئن، ۱۹۴۸
- سایم، رونالد. (ویرایش)، تاسیتوس، ج. ۱ آکسفورد: مطبوعات کلرندون، ۱۹۵۸
- اونرفورس، آلف. (ویرایش) De origine et situ Germanorum liber. توبنر، اشتوتگارت: ۱۹۸۳،شابک ‎۳−۵۱۹−۰۱۸۳۸−۱ (P. Cornelii Taciti libri qui supersunt, T. ۲٬۲)
- ریوز، جی بی (ترجمه) تاسیتوس: آلمانیا. آکسفورد: ۱۹۹۹